# Bugsy
Bugsy je kriminalistička drama  Barryja Levinsona iz 1991. o mafijašu Bugsyju Siegelu. U glavnim ulogama pojavili su se Warren Beatty, Annette Bening, Harvey Keitel, Ben Kingsley, Elliott Gould, Joe Mantegna i Bebe Neuwirth.

## Radnja
Ben "Bugsy" Siegel, mafijaš iz  Chicaga, odlazi u  Kaliforniju i zaljubljuje se u Virginiju Hill (Annette Bening) i tamo kupuje kuću. Odlučuje posjetiti  Nevadu i tamo sagraditi kasino usred pustinje. Zatraži pomoć od Mickeyja Cohena (Harvey Keitel) i novac od Meyera Lannskyja (Ben Kingsley) i drugih mafijaša iz Chicaga koji mu povjeravaju milijun dolara. Bugsy Virginiju imenuje računovođom i počinje gradnju kasina Flamingo, ali kako Bugsy nema osjećaja za novac, budžet uskoro postaje 6 milijuna dolara. Bugsy daje sve od sebe kako bi ga ipak sagradio te prodaje svoj udio u kasinu i većinu svojeg imanja. Uzrujan u vezi troškova, činjenice da je kasino katastrofa te da su 2 milijuna iz budžeta ukradeni, Meyer Lansky dogovara s Bugsyjem sastanak u Los Angelesu. Bugsy otkriva kako je Virginia ukrala novac, ali ga ipak odlučuje zadržati i sačuvati za crne dane, a ne vratiti. Naziva Lanskyja i kaže da ne prodaje svoj udio u kasinu te da će mu jednog dana biti zahvalan. Navečer istog dana ga ubijaju u njegovom domu u Los Angelesu (vjerojatno ubojice koje je angažirao Lansky ili neki drugi mafijaš). Virginiji priopćavaju vijest u Las Vegasu, na što ona pobjegne iz kasina. Tekst prije odjavne špice kaže kako je vratila nestali novac i počinila samoubojstvo ubrzo nakon toga. 1991. (godina izlaska filma) je 6 milijuna dolara uloženo u Bugsyjev san o Las Vegasu donijelo dohodak od više od 100 milijardi dolara.

## Nagrade
Film je dobitnik Oscara za najbolju scenografiju i dizajn kostima i Zlatnog globusa za najbolju dramu.

## Vanjske poveznice
- Bugsy u internetskoj bazi filmova IMDb-a